# Mehdi Bellaroussi
Mehdi Bellaroussi, né le 25 décembre 1989 à Meknès, est un footballeur marocain évoluant au poste de défenseur droit au MA Tétouan.

## Biographie
Avec l'équipe du Maroc des moins de 23 ans, il participe au championnat d'Afrique des nations des moins de 23 ans en 2011. Lors de cette compétition, il joue deux matchs. Le Maroc atteint la finale du tournoi, en étant battu par le Gabon.